# Gestalttheoretische psychotherapie
De gestalttheoretische psychotherapie is een methode van psychotherapie die strikt gebaseerd is op de gestaltpsychologie. De methode werd door de Duitse psycholoog en psychotherapeut Hans-Jürgen Walter, samen met Rainer Kästl, Gerhard Stemberger en anderen vooral in Duitsland en Oostenrijk verder ontwikkeld en heeft tot op heden vooral in het Duitstalige gebied verbreiding gevonden. In Oostenrijk is gestalttheoretische psychotherapie een van de door de staat goedgekeurde wetenschappelijke psychotherapiemethoden.
Een van de belangrijkste kenmerken van de gestalttheoretische psychotherapie is het gewicht van de epistemologische grondslagen van de gestalttherorie, kritisch realisme, en de toepassing op de fundamentele, theoretische en praktische problemen in de psychotherapie. In de gestalttheoretische psychotherapie ligt dit dicht aan tegen de methodologische benadering van het holistische, fenomenologische en experimentele van de gestalttheorie, zijn systeem-theoretische benadering en zijn specifieke psychofysische en psychologische benadering.
Gestalttheoretische psychotherapie is verwant, maar verschillend van de gestalttherapie van Fritz Perls, met betrekking tot de theoretische fundering.